# Amanita rubrovolvata
Amanita rubrovolvata là một loài nấm trong họ Amanitaceae. Loài này được mô tả khoa học lần đầu bởi nhà nấm học người Nhật Sanshi Imai năm 1939, nó phân bố rộng rãi ở miền đông châu Á. Nấm có kích thước vừa hoặc nhỏ, với mũ nấm rộng 6,5 mm (0,26 in) màu cam hơi đỏ. Chân nấm cao 100 mm (3,9 in). Nhiều nghiên cứu phân tử cho thấy loài này nằm trong phân chi Amanita của chi Amanita, cùng với các loài họ hàng liên quan như A. muscaria.